# Aderus bidenudatus
Aderus bidenudatus es una especie de coleóptero de la familia Aderidae. Fue descrita científicamente por Maurice Pic en 1947.

## Distribución geográfica
Habita en la península de Malaca.